# 中国计量大学
中国计量大学是一所位于中华人民共和国杭州市的本科高等院校。2016年开始使用目前校名：中国计量大学。校训为“精思国计、细量民生”。中国工程院院士庄松林教授任名誉校长，徐江荣教授任校长，张土乔教授任党委书记。该校占地面积1580亩，设有19个学院（部），与义乌市人民政府创办1所独立学院（现代科技学院）。有全日制在校本科生16000余人，研究生3600余人。

## 历史

### 筹建时期
1978年成立杭州计量学校，为中等专业学校，属地师级单位，教职工300人，在校生规模1200人，设置5个专业，从全国招收毕业生，学制三年。

### 杭州计量测试专科学校(计量专科学校)时期
1984年8月，计量专科学校招收首批大专学生计257人。1985年8月，招收首批函授专科学生136人。

### 中国计量学院时期
1985年3月，中国计量学院成立，以计量专科学校为基础建立，学校规模为3000人，专科生保持一定比例。1986年8月，招收首批本科生200名。2003年9月被新增列为硕士学位授权单位。
著名校友：赵亚茹

### 中国计量大学时期
2016年4月6日，学院更名为中国计量大学。2017年，学校成为浙江省人民政府和国家质量监督检验检疫总局共建大学。2019年成为浙江省与国家市场监管总局共建大学和浙江省重点建设大学。2021年，经国务院学位委员会审核，学校成功获批博士学位授予单位。